# Ludzie Czarnego Kręgu
Ludzie Czarnego Kręgu (The People of the Black Circle) – opowiadanie Roberta E. Howarda opublikowane we wrześniu 1934 roku w czasopiśmie „Weird Tales”. Jedenasta część cyklu opowiadań fantasy tego autora, których bohaterem jest potężny wojownik ery hyboryjskiej – Conan z Cymerii. Treścią opowiadania jest starcie Conana z grupą magów.

## Opis fabuły
Czarni magowie z Ymishy doprowadzają do śmierci króla Vendhyi. Jego siostra, Devi Yasmina poprzysięga im zemstę. Conan w tym czasie zostaje dowódcą bandy nomadów. Kilku jego ludzi zostaje schwytanych przez wojska Vendhyi. Korzystając z wizyty Devi w nadgranicznym forcie, Conan porywa ją, chcąc wymienić na swoich ludzi. Sprawy komplikują się, gdy do akcji wkracza trzecia strona – agent państwa Turan, który współpracował z magami celem zabicia króla. Niestety, jego współpracownik i mag, Khemsa, zdradza go z miłości do jednej ze służących Yasminy, Gitary. Zabija przetrzymywanych w niewoli ludzi Conana i ucieka, by dopaść Conana samodzielnie.
Gdy ludzie Conana dowiadują się o śmierci ich przyjaciół, postanawiają zemścić się na Conanie. Uciekając przed nimi, Conan i Devi wpadają na Khemsę i Gitarę, stając się świadkami ich starcia z Czarnymi Magami oraz porażki. Yasmina zostaje porwana przez magów. Tuż przed śmiercią Khemsa wręcza Conanowi magiczny przedmiot, przydatny podczas walki z magami. Niebawem Conan spotyka się z grupą irakzajskich awanturników szukających Yasminy. Conan staje na ich czele i wspólnie szturmują cytadelę czarnych magów. Większość z nich ginie, ale dzięki podarunkowi od Khemsy Conanowi udaje się uratować Devi. 
Po wydostaniu się z cytadeli Conan i Devi są świadkami ataku armii Turanu na dawnych ludzi Conana. Choć ci nadal oskarżają go o zdradę, Conan staje na ich czele. Gdy sytuacja wydaje się krytyczna, na miejsce przybywa armia Vendhyi, poszukująca Devi. Pod jej dowództwem wojsko uderza na tyły armii Turanu i wspólnie z ludźmi Conana pokonuje ją.

## Publikacje
Pierwszy raz opowiadanie Ludzie Czarnego Kręgu wydrukowane zostało w magazynie Weird Tales, gdzie podzielono je na trzy części, opublikowane we wrześniu, październiku i listopadzie 1934. W wersji książkowej po raz pierwszy opowiadanie pojawiło się w zbiorku Sword of Conan w 1952.

## Adaptacje
Komiks na podstawie Ludzi Czarnego Kręgu ukazał się w 1976 w ramach serii Savage Sword of Conan. Autorem scenariusza był Roy Thomas, zaś narysował go John Buscema.